# Magyarország uralkodóinak listája
Ezen a lapon Magyarország uralkodóinak listája látható, mely a törzsfőket, a Magyar Fejedelemség, a Magyar Királyság királyait, kormányzóit valamint az ellenkirályokat és vezérlő fejedelmeket tartalmazza.

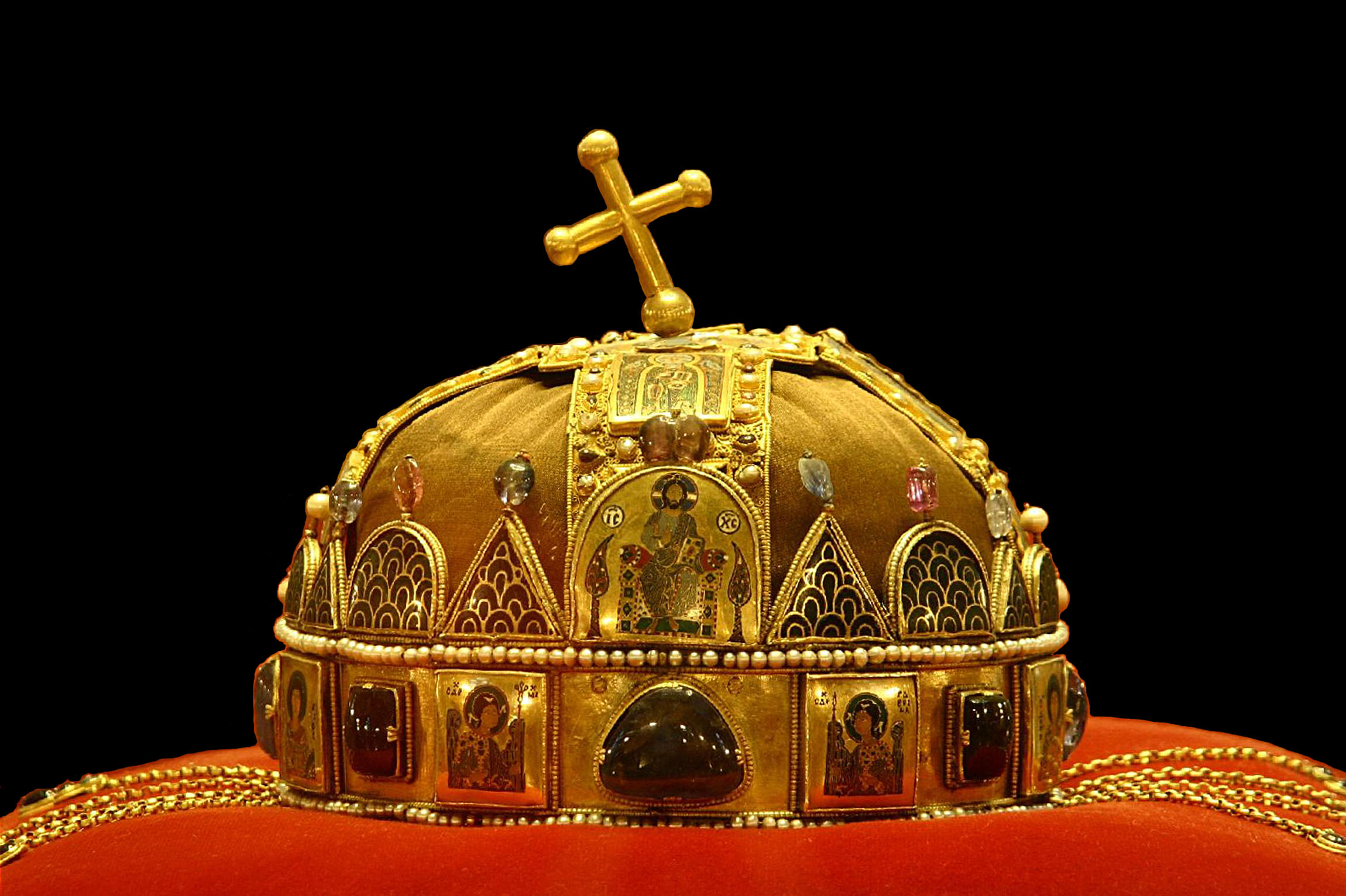
A magyar Szent Korona

A Magyar Nagyfejedelemség körülbelül 895-ben jött létre, a 9. századi honfoglalás után. A Magyar Királyság 1000–1001-ben alakult meg Szent István király megkoronázásával. Az Árpád-ház, amely Árpád nagyfejedelem férfiági leszármazottjaiból állt, 895-től 1301-ig folyamatosan uralkodott Magyarországon. I. István uralkodása idején a kereszténység államvallássá vált, és az Árpád-házi királyok az "apostoli király" címet viselték.
Az Árpád-ház 1301-ben, III. András magyar király halálával kihalt. Ezt követően több uralkodóház királyai váltják egymást a magyar trónon, ez az időszak a "vegyesházi királyok kora". Az 1526-os mohácsi csata után a Habsburg-ház királyai uralkodnak Magyarországon. 1918-ban, az első világháborút követően IV. Károly király az eckartsaui nyilatkozatban lemondott az államügyek intézéséről, de formálisan nem mondott le a trónról. A Magyar Királyság 1920 és 1946 között továbbra is fennállt, de ténylegesen nem volt uralkodó királya, helyette Horthy Miklós mint Magyarország kormányzója irányította kibővített régensi jogkörökkel.

## Törzsfők és törzsszövetségi vezetők (–895)
| Portré | Uralkodó             | Regnálás                     | Tisztsége             | Leírás |
| ------ | -------------------- | ---------------------------- | --------------------- | --- |
|        | Ügyek (? – 818)      | 8. század vége ┃ 818         | nemzetségfő           | A monda szerint apja Ed, Csaba királyfi fia. Valójában életéről semmi biztosat nem tudni. Neve ismert még Ugyel, Ugek, Ugeg, Vger, Vgec alakváltozatban is.                                  |
|        | Levedi (8–9. század) | 818 ┃ 9. század közepe       | - nemzetségfő - kende | A magyar törzsszövetség szakrális vezére. Egyes feltételezések szerint személye megegyezik Előd vezérrel. A magyarok vándorlásának egyik legfontosabb állomása, Levédia róla kaphatta nevét. |
|        | Álmos (819–895)      | 9. század közepe ┃ 895 körül | - kende - fejedelem   | Apja Ügyek vagy Előd (esetleg Levedi), anyja Emese volt. Anonymus szerint a hét vezér egyike.                                                                                                |
|        | Kurszán (?–904)      | ismeretlen ┃ 904             | - kende - fejedelem   | Árpád (gyula) mellett a honfoglaló magyarok egyik vezetője volt, jelentős szerepet játszott Pannónia területének meghódításában is.                                                          |
|        | Árpád (845–907)      | 895 körül                    | gyula vagy kende      | A honfoglalás alatt, majd a Magyar Nagyfejedelemség megalakulásáig a törzsszövetség vezetője, majd az első nagyfejedelem.                                                                    |

## Magyar fejedelmek(895–1000/1001)

### Árpád-ház(895–1000/1001)
| # | Portré | Uralkodó                        | Regnálása                                       | Tisztsége                    | Leírás |
| - | ------ | ------------------------------- | ----------------------------------------------- | ---------------------------- | --- |
| 1 |        | Árpád (845–907)                 | 895 körül ┃ 907 körül                           | Fejedelem vagy nagyfejedelem | Álmos vezér fia, a magyarok fejedelme a honfoglalás idején. Egyes vélemények alapján nem fejedelem, hanem valódi méltósága gyula volt. Kézai Simon szerint a hét vezér egyike.                                        |
| 2 |        | Zolta Solt vagy Zsolt (896–949) | 907 körül ┃ 947 körül                           | Fejedelem vagy nagyfejedelem | Árpád fejedelem legkisebb fia. Neve ismert még Zsolt és Solt alakváltozatban is. A Magyar Fejedelemség második fejedelme, ám egyes vélemények szerint uralkodását Anonymus alaptalanul állította.                     |
| 3 |        | Falicsi Fajsz (?–955)           | 947 körül ┃ 955 körül                           | Fejedelem vagy nagyfejedelem | Árpád fejedelem unokája, Jutocsa fia. Nevének másik alakváltozata: Fajsz. Uralkodásáról csak Bíborbanszületett Konstantin De administrando imperio című műve tesz említést, máshol erről nem írnak.                   |
| 4 |        | Taksony (931–973)               | 955 körül ┃ 972 körül                           | Fejedelem vagy nagyfejedelem | Zolta fejedelem fia. Feltehetően az augsburgi csata után vette át a hatalmat, miután a magyar csapatok vereséget szenvedtek a német seregtől (ekkor értek véget a kalandozások nyugaton).                             |
| 5 |        | Géza (945–997)                  | 972 körül ┃ 997 körül                           | Fejedelem vagy nagyfejedelem | Taksony fejedelem fia. Ő indította el azt a folyamatot, melynek során az ország nyugati típusú királysággá szerveződött át.                                                                                           |
| 6 |        | István Vajk (975 körül–1038)    | 997 körül ┃ 1000. december 25./ 1001. január 1. | Fejedelem vagy nagyfejedelem | Géza fejedelem és Sarolt fejedelemasszony fia. Vajk néven született, az István nevet a keresztségben kapta. 1000 karácsonyán vagy 1001. január 1-jén királlyá koronáztatta magát, ezzel létrejött a Magyar Királyság. |

## Magyar királyok(1000/1001–1918)

### Árpád-ház(1000/1001–1301)
| Portré | Uralkodó                                               | Regnálása                                                 | Születési ideje, helye Halálozási ideje, helye                            | Koronázása                                       | Leírás |
| ------ | ------------------------------------------------------ | --------------------------------------------------------- | ------------------------------------------------------------------------- | ------------------------------------------------ | --- |
|        | szent I. István Szent István Magyarország 1. királya   | 1000. december 25. ┃ 1038. augusztus 15. (37 év, 237 nap) | 969–980 között Esztergom 1038. augusztus 15. (58-69 évesen) Esztergom     | 1000. december 25. Esztergom vagy Székesfehérvár | Az első magyar király, a keresztény magyar állam megteremtője. Szentté avatására 1083-ban került sor.                                                                                      |
|        | Péter Velencei Péter Magyarország 2. királya           | 1038. augusztus 15. ┃ 1041 szeptembere (3 év, 1 hónap)    | 1010 vagy 1011 Velence 1059. augusztus 30. (48-49 évesen) Székesfehérvár  | 1038 Székesfehérvár                              | Első regnálása. I. István király unokaöccse, Ottone Orseolo fia. Mivel döntéshozatalai során mellőzte a magyar főurakat a saját, külföldi híveivel szemben, 1041-ben elűzték az országból. |
|        | Sámuel Aba Sámuel Magyarország 3. királya              | 1041 szeptembere ┃ 1044. július 5. (2 év, 10 hónap)       | 990 vagy 1009 nem ismert 1044. július 5. (54 vagy 35 évesen) Tisza vidéke | 1044. április 22. Csanád vagy Székesfehérvár     | I. István király húgának férje, az Aba nemzetség tagja. Az első választott magyar király. A ménfői csata során vesztette életét.                                                           |
|        | Péter Velencei Péter Magyarország 2. királya           | 1044. július 5. ┃ 1046 szeptembere (2 év, 57 nap)         | 1010 vagy 1011 Velence 1059. augusztus 30. (48-49 évesen) Székesfehérvár  | másodszor nem koronázták meg                     | Második regnálása. 1045-ben Péter jelképesen átadta az országot III. Henrik német-római császárnak, végül 1046-ban András herceg elfogatta és megvakíttatta.                               |
|        | I. András Katolikus András Magyarország 4. királya     | 1046 szeptembere ┃ 1060 decembere (14 év, 3 hónap)        | 1015 körül ismeretlen 1060. december (45 éves kora körül) Zirc            | 1046 szeptembere Székesfehérvár                  | Taksony fejedelem dédunokája, Vazul herceg fia. 1046-ban a Vata-féle lázadás során megdöntötték Péter király uralmát. Nevéhez fűződik a Tihanyi alapítólevél kelte is.                     |
|        | I. Béla Bajnok Béla Magyarország 5. királya            | 1060. december 6. ┃ 1063. szeptember 11. (2 év, 280 nap)  | 1016 körül Dévény 1063. szeptember 11. (47 éves kora körül) ismeretlen    | 1060. december 6. Székesfehérvár                 | I. András király testvére. Az 1061. évi székesfehérvári országgyűlés során leverte az utolsó pogány lázadást az országban. Halálát a ráomló trón okozta 1063-ban Dömösön.                  |
|        | Salamon Magyarország 6. királya                        | 1063. szeptember 11. ┃ 1074. március 14. (10 év, 185 nap) | 1053 ismeretlen 1087 körül ismeretlen                                     | 1063 szeptember Székesfehérvár                   | I. András király és Kijevi Anasztázia királyné fia. Miután nagybátyja, I. Béla király megdöntötte apja hatalmát, német csapatokkal visszatért és visszaszerezte a koronát magának.         |
|        | I. Géza Magnus Géza Magyarország 7. királya            | 1074. március 14. ┃ 1077. április 25. (3 év, 43 nap)      | 1044 körül ismeretlen 1077. április 25. (32–33 évesen) Vác                | 1075 körül Székesfehérvár                        | I. Béla király és Lengyelországi Richeza királyné fia. A mogyoródi csata során döntő vereséget tudott mérni Salamon királyra, ezzel megszerezve a trónt magának.                           |
|        | szent I. László Szent László Magyarország 8. királya   | 1077. április 25. ┃ 1095. július 29. (18 év, 96 nap)      | 1040 körül Krakkó 1095. július 29. (54-55 évesen) Nyitra                  | 1081 körül Székesfehérvár                        | I. Géza király testvére. Fiúörökös nélkül hunyt el, leánya, Piroska hercegnő II. Ióannész bizánci császár felesége lett. Elfoglalja a Horvát Királyságot, 1192-ben avatják szentté.        |
|        | Kálmán Könyves Kálmán Magyarország 9. királya          | 1095. július 29. ┃ 1116. február 3. (20 év, 190 nap)      | 1074 körül Székesfehérvár 1116. február 3. (kb. 42 évesen) Székesfehérvár | 1095 Székesfehérvár                              | I. Géza király és Loozi Zsófia királyné fia. Meghódítja Dalmáciát, az első magyar király a horvát trónon. A kor egyik legműveltebb uralkodójának számít.                                   |
|        | II. István Magyarország 10. királya                    | 1116. február 3. ┃ 1131. március 1. (15 év, 27 nap)       | 1101 Székesfehérvár 1131. március 1. (30 évesen) Székesfehérvár           | 1116 Székesfehérvár                              | Kálmán király és Szicíliai Felícia királyné fia. Trónkövetelő vele szemben apja el nem ismert fia, Borisz Kalamanosz. Fiúutód nélkül hunyt el, ezért örököse unokaöccse, Saul herceg lett. |
|        | II. Béla Vak Béla Magyarország 11. királya             | 1131. március 1. ┃ 1141. február 13. (9 év, 350 nap)      | 1108 Tolna vármegye 1141. február 13. (33 évesen) Székesfehérvár          | 1131. április 28. Székesfehérvár                 | I. Géza király unokája, Álmos herceg és Kijevi Predszláva hercegné fia. Vaksága okán hitvese, Ilona királyné kormányozta az országot.                                                      |
|        | II. Géza Magyarország 12. királya                      | 1141. február 13. ┃ 1162. május 31. (21 év, 108 nap)      | 1130 Tolna 1162. május 31. (31–32 évesen) Székesfehérvár                  | 1141. február 16. Székesfehérvár                 | II. Béla király és Szerbiai Ilona királyné fia. Kiterjedt külpolitikájával és sikeres hadjárataival erősítette az országa befolyását a korabeli Európában.                                 |
|        | III. István Magyarország 13. királya                   | 1162. május 31. ┃ 1172. március 4. (9 év, 279 nap)        | 1147 Székesfehérvár 1172. március 4. (24 évesen) Esztergom                | 1162 júniusa Székesfehérvár                      | II. Géza király és Kijevi Eufrozina királyné fia. Uralkodását trónviszályok követték. Nagybátyjai, László és István hercegek ellenkirályként léptek fel vele szemben.                      |
|        | III. Béla Nagy Béla Magyarország 16. királya           | 1172. március 4. ┃ 1196. április 23. (24 év, 51 nap)      | 1148 körül Esztergom 1196. április 23. (47–48 évesen) Székesfehérvár      | 1173. január 13. Székesfehérvár                  | III. István király testvére. Uralkodása az Árpád-kor egyik csúcspontját jelentette a gazdaság és kultúra tekintetében is.                                                                  |
|        | Imre Magyarország 17. királya                          | 1196. április 16. ┃ 1204. november 30. (8 év, 222 nap)    | 1174; Székesfehérvár 1204. november 30. (29 vagy 30 évesen) Esztergom     | 1194 Székesfehérvár                              | III. Béla király és Antiókhiai Anna királyné fia. Még apja életében ifjabb királlyá koronázták 1182-ben.                                                                                   |
|        | III. László Magyarország 18. királya                   | 1204. november 30. ┃ 1205. május 7. (159 nap)             | 1199 vagy 1201 Székesfehérvár 1205. május 7. (4 vagy 6 évesen) Bécs       | 1204. augusztus 26. Székesfehérvár               | Imre király és Aragóniai Konstancia királyné fia. Gyermekként koronázták királlyá még apja életében, de mindössze öt éves kora körül váratlanul elhunyt. Régense András herceg volt.       |
|        | II. András Jeruzsálemi András Magyarország 19. királya | 1205. május 7. ┃ 1235. szeptember 21. (30 év, 138 nap)    | 1176 körül nem ismert 1235. szeptember 21. (59 évesen) nem ismert         | 1205. május 29. Székesfehérvár                   | Imre király testvére, III. László király nagybátyja és régense. Uralkodása alatt, 1222-ben adták ki az Aranybullát.                                                                        |
|        | IV. Béla Második honalapító Magyarország 20. királya   | 1235. szeptember 21. ┃ 1270. május 3. (34 év, 225 nap)    | 1206. november 29. nem ismert 1270. május 3. (63 évesen) nem ismert       | 1235. szeptember 25. Székesfehérvár              | II. András király és Meráni Gertrúd királyné fia. A tatárjárást követően újjáépítette a Magyar Királyságot, megalapítva többek között a Budavári királyi várat is.                         |
|        | V. István Magyarország 21. királya                     | 1270. május 3. ┃ 1272. augusztus 6. (2 év, 95 nap)        | 1239. október 18. nem ismert 1272. augusztus 6. (32 évesen) Csepel-sziget | 1270. május 13. Székesfehérvár                   | IV. Béla király és Laszkarisz Mária királyné fia. 1262-től ifjabb király apja mellett, és még az ő életében az ország keleti részének de facto független uralkodója.                       |
|        | IV. László Kun László Magyarország 22. királya         | 1272. augusztus 6. ┃ 1290. július 10. (17 év, 339 nap)    | 1262. augusztus 5. nem ismert 1290. július 10. (27 évesen) Körösszeg      | 1272. szeptember 3. Székesfehérvár               | V. István király és Kun Erzsébet királyné fia. Feleségétől, Anjou Izabella királynétól nem születtek gyermekei.                                                                            |
|        | III. András Velencei András Magyarország 23. királya   | 1290. július 10. ┃ 1301. január 14. (10 év, 189 nap)      | 1265 körül Velence 1301. január 14. (36 évesen) Buda                      | 1290. július 23. Székesfehérvár                  | II. András király unokája, Utószülött István herceg és Morosini Tomasina fia. Az utolsó Árpád-házi magyar királyként „az utolsó aranyágacskának” is nevezik.                               |

### Přemysl-ház(1301–1305)
| Portré | Uralkodó                                    | Regnálása                             | Születési ideje, helye Halálozási ideje, helye               | Koronázása                         | Leírás |
| ------ | ------------------------------------------- | ------------------------------------- | ------------------------------------------------------------ | ---------------------------------- | --- |
|        | Vencel Cseh Vencel Magyarország 24. királya | 1301 májusa ┃ 1305. október 9. (4 év) | 1289. október 6. Prága 1306. augusztus 4. (16 évesen) Alamóc | 1301. augusztus 27. Székesfehérvár | IV. Béla király ükunokája, II. Vencel cseh király és Habsburg Juta királyné fia, 1305-ben lemond Károly Róbert javára. Egyben Csehország és Lengyelország királya is. |

### Wittelsbach-ház(1305–1307)
| Portré | Uralkodó                                 | Regnálása                             | Születési ideje, helye Halálozási ideje, helye                        | Koronázása                       | Leírás |
| ------ | ---------------------------------------- | ------------------------------------- | --------------------------------------------------------------------- | -------------------------------- | --- |
|        | Ottó Bajor Ottó Magyarország 25. királya | 1305. október 9. ┃ 1307 májusa (2 év) | 1261. február 11. Burghausen 1312. szeptember 9. (51 évesen) Landshut | 1305. december 5. Székesfehérvár | IV. Béla király unokája, XIII. Henrik bajor herceg és Árpád-házi Erzsébet fia, egyben Alsó-Bajorország hercege is. |

### Anjou-házésLuxemburg-ház(1308–1437)
| Portré                              | Uralkodó | Regnálása                                                         | Születési ideje, helye Halálozási ideje, helye                         | Koronázása                                                                          | Leírás |
| ----------------------------------- | --- | ----------------------------------------------------------------- | ---------------------------------------------------------------------- | ----------------------------------------------------------------------------------- | --- |
|                                     | I. Károly Károly Róbert Magyarország 26. királya                                                                | 1308. november 17. ┃ 1342. július 16. (33 év, 242 nap)            | 1288 Nápoly 1342. július 16. (54 évesen) Visegrád                      | 1309. június 15. Esztergom 1310. augusztus 27. Buda 1342. július 21. Székesfehérvár | V. István király dédunokája, Martell Károly és Habsburg Klemencia hercegné fia, az Capeting–Anjou-ház magyar királyi ágának tagja.                                                        |
|                                     | I. Lajos Nagy Lajos Magyarország 27. királya                                                                    | 1342. július 16. ┃ 1382. szeptember 10. (40 év, 57 nap)           | 1326. március 5. Visegrád 1382. szeptember 10. (56 évesen) Nagyszombat | 1342. július 21. Székesfehérvár                                                     | I. Károly magyar király és Łokietek Erzsébet királyné fia, egyben Lengyelország királya (1370–). Fiúörökös nélkül hunyt el, így országait leányai örökölték.                              |
|                                     | Mária Anjou Mária Magyarország 28. királynője                                                                   | 1386. február 7. ┃ 1387. március 31.                              | 1371. április 14. Buda 1395. május 17. (24 évesen) Buda                | 1382. szeptember 17. Székesfehérvár                                                 | Első regnálása. I. Lajos király és Kotromanić Erzsébet királyné legifjabb leánya, Hedvig lengyel királynő testvére, kezdetben Orléans-i Lajos jegyese, majd Luxemburgi Zsigmond felesége. |
|                                     | II. Károly Kis Károly Magyarország 29. királya                                                                  | 1385. december 31. ┃ 1386. február 24. (56 nap)                   | 1345 Nápoly 1386. február 24. (41 évesen) Visegrád                     | 1385. december 31. Székesfehérvár                                                   | Lajos, Durazzo hercege és Sanseverinói Margit fia, egyben Nápoly királya 1382-től. A legrövidebb ideig uralkodó magyar monarcha (55 nap), az Anjou-ház durazzói ágának tagja.             |
|                                     | Mária Anjou Mária Magyarország 28. királynője                                                                   | 1386. február 7. ┃ 1387. március 31.                              | 1371. április 14. Buda 1395. május 17. (24 évesen) Buda                | másodszor nem koronázták meg                                                        | Második regnálása. Ellenkirály vele szemben II. Károly király fia, Nápolyi László. |
| 1387. március 31. ┃ 1395. május 17. | Mária Anjou Mária Magyarország 28. királynője                                                                   | Anjou Mária királynő és férje, Luxemburgi Zsigmond társuralkodók. | 1371. április 14. Buda 1395. május 17. (24 évesen) Buda                | másodszor nem koronázták meg                                                        | |
| 1387. március 31. ┃ 1395. május 17. | | Anjou Mária királynő és férje, Luxemburgi Zsigmond társuralkodók. | Zsigmond Luxemburgi Zsigmond Magyarország 30. királya                  | 1368. február 14. Nürnberg 1437. december 9.(69 évesen)Znaim                        | 1387. március 31. Székesfehérvár |
| 1395. május 17. ┃ 1437. december 9. | IV. Károly német-római császár és Pomerániai Erzsébet császárné fia, egyben cseh király és német-római császár. |                                                                   | Zsigmond Luxemburgi Zsigmond Magyarország 30. királya                  | 1368. február 14. Nürnberg 1437. december 9.(69 évesen)Znaim                        | 1387. március 31. Székesfehérvár |

### Habsburg-ház(1437–1457)
| Portré | Uralkodó                                             | Regnálása                                              | Születési ideje, helye Halálozási ideje, helye                  | Koronázása                     | Leírás |
| ------ | ---------------------------------------------------- | ------------------------------------------------------ | --------------------------------------------------------------- | ------------------------------ | --- |
|        | Albert Habsburg Albert Magyarország 31. királya      | 1437. december 18. ┃ 1439. október 27. (1 év, 314 nap) | 1397. augusztus 16. Bécs 1439. október 27. (42 évesen) Neszmély | 1438. január 1. Székesfehérvár | Luxemburgi Zsigmond veje, IV. Albert osztrák herceg és Bajorországi Johanna Zsófia fia, egyben német király és osztrák herceg. Halála után régens hitvese, Luxemburgi Erzsébet.                                                            |
|        | V. László Utószülött László Magyarország 32. királya | 1440. május 15. ┃ 1457. november 23. (17 év, 193 nap)  | 1440. február 22. Komárom 1457. november 23. (17 évesen) Prága  | 1440. május 15. Székesfehérvár | Habsburg Albert király és Luxemburgi Erzsébet királyné fia, egyben az első osztrák uralkodó főherceg, valamint cseh király. I. Ulászló ellenkirálya. Gyermekkora miatt az országot Hunyadi János, majd Cillei Ulrik kormányzók irányítják. |

### Jagelló-ház(1440–1444)
| Portré | Uralkodó                                           | Regnálása                                             | Születési ideje, helye Halálozási ideje, helye                | Koronázása                      | Leírás |
| ------ | -------------------------------------------------- | ----------------------------------------------------- | ------------------------------------------------------------- | ------------------------------- | --- |
|        | I. Ulászló Várnai Ulászló Magyarország 33. királya | 1440. július 17. ┃ 1444. november 10. (4 év, 117 nap) | 1424. október 31. Krakkó 1444. november 10. (20 évesen) Várna | 1440. július 17. Székesfehérvár | II. Ulászló lengyel király és Holszański Zsófia királyné fia, egyben lengyel király is. V. László ellenkirálya. A törökök ellen vívott várnai csata során vesztette életét. |

### Hunyadi-ház(1458–1490)
| Portré | Uralkodó                                         | Regnálása                                           | Születési ideje, helye Halálozási ideje, helye                | Koronázása                       | Leírás |
| ------ | ------------------------------------------------ | --------------------------------------------------- | ------------------------------------------------------------- | -------------------------------- | --- |
|        | I. Mátyás Corvin Mátyás Magyarország 34. királya | 1458. január 24. ┃ 1490. április 6. (32 év, 73 nap) | 1443. február 23. Kolozsvár 1490. április 6. (47 évesen) Bécs | 1464. március 29. Székesfehérvár | Hunyadi János kormányzó és Szilágyi Erzsébet fia, egyben Csehország királya és Ausztria uralkodó főhercege. |

### Jagelló-ház(1490–1526)
| Portré | Uralkodó                                           | Regnálása                                                | Születési ideje, helye Halálozási ideje, helye              | Koronázása                          | Leírás |
| ------ | -------------------------------------------------- | -------------------------------------------------------- | ----------------------------------------------------------- | ----------------------------------- | --- |
|        | II. Ulászló Dobzse László Magyarország 35. királya | 1490. július 15. ┃ 1516. március 13. (25 év, 243 nap)    | 1456. március 1. Krakkó 1516. március 13. (60 évesen) Buda  | 1490. szeptember 18. Székesfehérvár | I. Ulászló király unokaöccse, IV. Kázmér lengyel király és Habsburg Erzsébet királyné fia, egyben Csehország királya is.                        |
|        | II. Lajos Magyarország 36. királya                 | 1516. március 13. ┃ 1526. augusztus 29. (10 év, 170 nap) | 1506. július 1. Buda 1526. augusztus 29. (20 évesen) Mohács | 1508. június 4. Székesfehérvár      | II. Ulászló király és Candale-i Anna királyné fia, a törökökkel szemben zajló, súlyos veszteségekkel járó mohácsi csata során vesztette életét. |

### Szapolyai-ház(1526–1571)
| Portré                                                    | Uralkodó                                          | Regnálása | Születési ideje, helye Halálozási ideje, helye                                   | Koronázása                        | Leírás |
| --------------------------------------------------------- | ------------------------------------------------- | --- | -------------------------------------------------------------------------------- | --------------------------------- | --- |
|                                                           | I. János Magyarország 37. királya                 | 1526. november 10. ┃ 1540. július 17/21. (13 év, 254 nap) | 1480 vagy 1487 Szepesváralja 1540. július 17. vagy 21. (53–60 évesen) Szászsebes | 1526. november 11. Székesfehérvár | Szapolyai István nádor és Tescheni Hedvig hercegnő fia, az 1526. évi székesfehérvári országgyűlés királlyá választotta. A keleti Magyar Királyság első uralkodója, I. Ferdinánd király vitatja a tisztségét.                                 |
|                                                           | II. János János Zsigmond Magyarország 39. királya | 1540. szeptember 13. ┃ 1551. július 19. (10 év, 310 nap) | 1540. július 7. Buda 1571. március 14. (30 évesen) Gyulafehérvár                 | nem koronzták meg                 | Első regnálása. I. János király fia, kiskorúsága miatt régense anyja, Izabella királyné és Fráter György püspök. Utóbbi a nyírbátori szerződés alapján lemondatta, a koronát átadta a vele szemben ellenkirálynak tekintett I. Ferdinándnak. |
| 1556. november 25. ┃ 1570. augusztus 16. (13 év, 264 nap) | II. János János Zsigmond Magyarország 39. királya | Második regnálása. Anyja halála után annak támogatóit maga mellett tudva újra átveszi az ország irányítását. A speyeri szerződésben mond le a magyar királyi címéről, cserébe felveszi az erdélyi fejedelem címet. | 1540. július 7. Buda 1571. március 14. (30 évesen) Gyulafehérvár                 | nem koronzták meg                 | |

### Habsburg-ház(1526–1780)
| Portré | Uralkodó                                                             | Regnálása Koronázása                                                                    | Született Elhunyt                                                     | Egyéb címei | Leírás |
| ------ | -------------------------------------------------------------------- | --------------------------------------------------------------------------------------- | --------------------------------------------------------------------- | --- | --- |
|        | I. Ferdinánd Magyarország 38. királya                                | 1526. december 17. ┃ 1564. július 25. (37 év, 220 nap) 1527. november 3. Székesfehérvár | 1503. március 10. Alcalá de Henares 1564. július 25. (61 évesen) Bécs | - német-római császár (1556–1564) - német király (1531–1564) - cseh király (1526–1564) - osztrák főherceg (1521–1564)                                                     | IV. Fülöp, Burgundia hercege és II. Johanna kasztíliai királynő fia, IV. Béla nyolcadik ükunokája és II. Lajos sógora. A Habsburg–Jagelló házassági szerződés értelmében lett király. I. és II. János vitatta címét.                                      |
|        | Miksa Magyarország 40. királya                                       | 1564. július 26. ┃ 1576. október 12. (12 év, 78 nap) 1563. szeptember 8. Pozsony        | 1527. július 31. Bécs 1576. október 12. (49 évesen) Regensburg        | - német-római császár (1564–1576) - német király (1564–1576) - cseh király (1564–1576) - osztrák főherceg (1564–1576)                                                     | I. Ferdinánd király és Jagelló Anna királyné fia. A kora újkori magyar történelemben ő volt az első Habsburg-házi uralkodó, aki a magyar trónt megörökölte. 1570-ig vitatja a címet II. János.                                                            |
|        | Rudolf Magyarország 41. királya                                      | 1576. október 12. ┃ 1608. június 25. (31 év, 257 nap) 1572. szeptember 22. Pozsony      | 1552. július 18. Bécs 1612. január 20. (59 évesen) Prága              | - német-római császár (1576–1612) - német király (1576–1612) - cseh király (1576–1611) - osztrák főherceg (1576–1608)                                                     | Miksa király és Spanyolországi Mária királyné fia. Elmeháborodottság gyanúja miatt megfosztották uralkodói címeitől. |
|        | II. Mátyás Magyarország 42. királya                                  | 1608. június 25. ┃ 1619. március 20. (10 év, 267 nap) 1608. november 19. Pozsony        | 1557. február 24. Bécs 1619. március 20. (62 évesen) Bécs             | - német-római császár (1612–1619) - német király (1612–1619) - cseh király (1611–1619) - osztrák főherceg (1608–1619)                                                     | Rudolf király testvére, lemondatta fivérét előbb a magyar, 1611-ben a cseh királyi, 1612-ben pedig a német-római császári címről. |
|        | II. Ferdinánd Magyarország 43. királya                               | 1618. július 1. ┃ 1637. február 15. (17 év, 331 nap) 1618. július 1. Pozsony            | 1578. július 9. Graz 1637. február 15. (58 évesen) Bécs               | - német-római császár (1619–1637) - német király (1619–1637) - cseh király (1617–1637) - osztrák főherceg (1619–1637)                                                     | II. Mátyás király unokatestvére, II. Károly osztrák főherceg és Bajorországi Mária Anna fia. |
|        | III. Ferdinánd Magyarország 44. királya                              | 1637. február 15. ┃ 1657. április 2. (20 év, 47 nap) 1625. december 8. Sopron           | 1608. július 13. Graz 1657. április 2. (48 évesen) Bécs               | - német-római császár (1637–1657) - német király (1637–1657) - cseh király (1637–1657) - osztrák főherceg (1637–1657)                                                     | II. Ferdinánd király és Bajorországi Mária Anna fia. Ő volt az egyetlen magyar uralkodó, akit Sopronban koronáztak meg. 1646 és 1654 legidősebb fia, Ferdinánd társuralkodója.                                                                            |
|        | IV. Ferdinánd Magyarország 45. királya III. Ferdinánd társuralkodója | 1646. augusztus 24. ┃ 1654. július 9. (7 év, 23 nap) nem koronázták meg                 | 1633. szeptember 8. Bécs 1654. július 9. (20 évesen) Bécs             | - német király (1653–1654) - cseh király (1646–1654) - horvát király (1646–1654)                                                                                          | III. Ferdinánd király és király és Habsburg Mária Anna fia. Még apja uralkodása alatt megkoronázták, vele együtt társuralkodó lett, azonban idő előtt elhunyt.                                                                                            |
|        | I. Lipót Magyarország 46. királya                                    | 1657. április 2. ┃ 1705. május 5. (48 év, 33 nap) 1655. június 27. Pozsony              | 1640. június 9. Bécs 1705. május 5. (64 évesen) Bécs                  | - német-római császár (1658–1705) - német király (1657–1705) - cseh király (1657–1705) - osztrák főherceg (1657–1705) - erdélyi fejedelem (1692–1705)                     | IV. Ferdinánd király testvére. Uralkodása alatt zajlott le a török kiűzése Magyarországról, egyben ő volt a harmadik leghosszabb ideg regnáló magyar király.                                                                                              |
|        | I. József Magyarország 47. királya                                   | 1705. május 5. ┃ 1711. április 17. (5 év, 347 nap) 1687. december 9. Pozsony            | 1678. július 26. Bécs 1711. április 17. (32 évesen) Bécs              | - német-római császár (1705–1711) - német király (1705–1711) - cseh király (1705–1711) - osztrák főherceg (1705–1711)                                                     | I. Lipót király és Pfalz–Neuburgi Eleonóra fia. Uralkodása alatt robbant kit többek közt a spanyol örökösödési háború és a Rákóczi-szabadságharc is. |
|        | III. Károly Magyarország 48. királya                                 | 1711. április 17. ┃ 1740. október 20. (29 év, 186 nap) 1712. május 22. Pozsony          | 1685. október 1. Bécs 1740. október 20. (55 évesen) Bécs              | - német-római császár (1711–1740) - horvát király (1711–1740) - cseh király (1711–1740) - osztrák főherceg (1711–1740)                                                    | I. József király testvére. Fiúörökös hiányában elfogadtatta a Pragmatica sanctiot, hogy idősebb leánya is örökösévé válhasson. |
|        | Mária Terézia II. Mária Magyarország 49. királynője                  | 1740. október 20. ┃ 1780. november 29. (40 év, 40 nap) 1741. június 25. Pozsony         | 1717. május 13. Bécs 1780. november 29. (63 évesen) Bécs              | - német-római császárné (1745–1765) - horvát királynő (1740–1780) - cseh királynő (1743–1780) - Galícia–Lodoméria királynője (1772-1780) - osztrák főhercegnő (1740–1780) | III. Károly király és Erzsébet Krisztina királyné leánya, a felvilágosult abszolutizmus híve. A Habsburg Birodalom egyetlen női uralkodója, egyben a Habsburg–Lotaringiai-ház megalapítója. 1765-től elsőszülött fia, II. József jelképes társuralkodója. |

### Habsburg–Lotaringiai-ház(1780–1918)
| Portré                                           | Uralkodó                                                 | Regnálása Koronázása                                                                | Született Elhunyt                                                             | Egyéb címei | Leírás |
| ------------------------------------------------ | -------------------------------------------------------- | ----------------------------------------------------------------------------------- | ----------------------------------------------------------------------------- | --- | --- |
|                                                  | II. József kalapos király Magyarország 50. királya       | 1780. november 29. ┃ 1790. február 20. (9 év, 283 nap) nem koronázták meg           | 1741. március 13. Bécs 1790. február 20. (48 évesen) Bécs                     | - német-római császár (1780–1790) - dalmát király (1780–1790) - cseh király (1780–1790) (címei)                                     | I. Ferenc császár és Mária Terézia királynő fia, hivatalosan már apja 1765-ös halálát követően társuralkodó anyja mellett.                                                                      |
|                                                  | II. Lipót Magyarország 51. királya                       | 1790. február 20. ┃ 1792. március 1. (2 év, 10 nap) 1790. november 15. Pozsony      | 1747. május 5. Bécs 1792. március 1. (44 évesen) Bécs                         | - német-római császár (1790–1792) - dalmát király (1790–1792) - cseh király (1790–1792) (címei)                                     | II. József király testvére, császárrá választását megelőzően Toszkána nagyhercege 1765-től. Két fia is, Sándor Lipót és József főherceg is nádor lett.                                          |
|                                                  | I. Ferenc Magyarország 52. királya                       | 1792. március 1. ┃ 1835. március 2. (43 év, 1 nap) 1792. június 6. Buda             | 1768. február 12. Firenze 1835. március 2. (67 évesen) Bécs                   | - német-római császár (1792–1804) - osztrák császár (1804–1835) - dalmát király (1792–1835) - cseh király (1792–1835) (címei)       | II. Lipót király és király és Mária Ludovika királyné fia. Az utolsó német-római császár, az első osztrák császár. Ő az első magyar király, akit Budán koronáztak meg.                          |
|                                                  | V. Ferdinánd Jóságos Ferdinánd Magyarország 53. királya  | 1835. március 2. ┃ 1848. december 2. (13 év, 275 nap) 1830. szeptember 28. Pozsony  | 1793. április 19. Bécs 1875. június 29. (82 évesen) Prága                     | - osztrák császár (1835–1848) - dalmát király (1835–1848) - cseh király (1835–1848) (címei)                                         | I. Ferenc király és Bourbon–Szicíliai Mária Terézia királyné fia, gyengeelméjűsége okán a tényleges hatalom gyakorlója Klemens von Metternich kancellár. Lemondatták.                           |
|                                                  | I. Ferenc József Magyarország 54. királya                | 1848. december 2. ┃ 1916. november 21. (67 év, 354 nap) 1867. június 8. Buda        | 1830. augusztus 18. Bécs 1916. november 21. (86 évesen) Bécs                  | - osztrák császár (1848–1916) - dalmát király (1848–1916) - galícia–lodomériai király (1848–1916) - cseh király (1848–1916) (címei) | V. Ferdinánd király unokaöccse, Ferenc Károly főherceg és Zsófia Friderika főhercegné fia, az európai történelem harmadik leghosszabb ideig regnáló monarchája.                                 |
|                                                  | boldog IV. Károly Utolsó Károly Magyarország 55. királya | 1916. november 21. ┃ 1918. november 16. (1 év, 360 nap) 1916. december 30. Budapest | 1887. augusztus 17. Persenbeug-Gottsdorf 1922. április 1. (34 évesen) Funchal | - osztrák császár (1916–1918) - dalmát király (1916–1918) - galícia–lodomériai király (1916–1918) - cseh király (1916–1918) (címei) | I. Ferenc József király öccsének az unokája, az első világháború alatt az utolsó magyar király. 1918-ban lemond, majd megpróbálja visszavenni a trónt, sikertelenül. 2004-ben boldoggá avatják. |
| Interregnum 1920. március 1. – 1921. november 6. |                                                          |                                                                                     |                                                                               | | |

A Magyar Királyság államfői posztját 1920 és 1946 között uralkodó hiányában Horthy Miklós kormányzó, Szálasi Ferenc nemzetvezető, végül a Nemzeti Főtanács mint kollektív államfő töltötte be.
- A Habsburg-házat négyszer fosztották meg a magyar tróntól: 1620-ban, 1707-ben, 1849-ben és 1921-ben.

## Ellenkirályok
| Portré | Ellenkirály                                           | Regnálás                                                 | Uralkodó    | Koronázása                      | Trónigénye |
| ------ | ----------------------------------------------------- | -------------------------------------------------------- | ----------- | ------------------------------- | --- |
|        | II. László Árpád-házi László Magyarország 14. királya | 1162 júliusa ┃ 1163. január 14. (168 nap)                | III. István | 1162 július Székesfehérvár      | 1160-ban lázad fel III. István király ellen, azonban elbukik, majd Bizáncba menekül. A császár segítségének és a magyar rendeket megnyerő népszerűségével később hazatér, megkoronázzák.                                                                              |
|        | IV. István Árpád-házi István Magyarország 15. királya | 1163. január 27. ┃ 1165. április 11. (2 év, 75 nap)      | III. István | 1163. január 27. Székesfehérvár | Testvére, II. László ellenkirály halála után a hercegségét felhasználva szerzi meg magának a magyar trónt, azonban a rendek elpártolnak tőle, és újra III. Istvánt támogatják. Végül hívei ölik meg a zimonyi várban.                                                 |
|        |                                                       |                                                          |             |                                 | |
|        | László Nápolyi László Anjou László                    | 1403. július 3. ┃ 1403. november 7. (168 nap)            | Zsigmond    | 1403. augusztus 5. Zára         | Apja, II. Károly király halála után támogatói a kiskorú Lászlót szerették volna a magyar trónra juttatni, ezzel polgárháborút kirobbantva az országban. A próbálkozásuk végül elbukik, I. Lajos lánya, Mária szerzi meg a trónt, aki férjével, Zsigmonddal uralkodik. |
|        |                                                       |                                                          |             |                                 | |
|        | I. Gábor Bethlen Gábor                                | 1620. augusztus 25. ┃ 1621. december 31. (1 év, 128 nap) | II. Mátyás  | nem koronázták meg              | A harmincéves háború alatt elfoglalja a Királyi Magyarországot, majd a besztercebányai országgyűlés magyar királlyá választja. Végül a nikolsburgi békében mond le a királyi címéről II. Mátyás javára.                                                               |

## Vezérlő fejedelmek
A magyar történelemben 2 vezérlő fejedelme volt Magyarországnak, mindkettőt a magyar rendi országgyűlés választotta meg felkelés vagy szabadságharc alatt. A vezérlő fejedelem mindkét esetben az ausztriai Habsburg de jure magyar királlyal állt szemben.
| # | Portré | Fejdelem                                              | Regnálás                                                 | Egyéb tisztségek                                          | Uralkodó           | Leírás |
| - | ------ | ----------------------------------------------------- | -------------------------------------------------------- | --------------------------------------------------------- | ------------------ | --- |
| 1 |        | őnagysága kismarjai Bocskai István (1557–1606)        | 1605. április 20. ┃ 1606. december 29. (1 év, 253 nap)   | - Erdély fejedelme (1605–1606) - Bihar vármegye főispánja | Rudolf             | A bocskai-felkelés alatt felszabadította Erdélyt, elfoglalta Észak- és Kelet-Magyarországot, a szerencsi országgyűlésen választották meg. |
|   |        |                                                       |                                                          |                                                           |                    | |
| 2 |        | őnagysága felsővadászi II. Rákóczi Ferenc (1676–1735) | 1705. szeptember 17. ┃ 1711. február 21. (5 év, 157 nap) | - Erdély fejedelme (1704–1711)                            | I. Lipót I. József | A Rákóczi-szabadságharc alatt a szécsényi országgyűlésen a dux & princeps címeket kapta, melyeket a szatmári békéig visel.                |

## Kormányzók, régensek
| Portré                                            | Kormányzó                                                                            | Hivatali idő                                               | Típus                     | Egyéb tisztségek | Uralkodó    |
| ------------------------------------------------- | ------------------------------------------------------------------------------------ | ---------------------------------------------------------- | ------------------------- | --- | ----------- |
|                                                   | ő királyi fensége Jaroszlavna Anasztázia királyné (1023–1096)                        | 1063. szeptember — 1074. március 14. (1 év)                | Régens                    | - Magyarország királynéja (1046–1060) | Salamon     |
|                                                   |                                                                                      |                                                            |                           | |             |
|                                                   | ő királyi fensége Vukanović Ilona királyné (1109–1146)                               | 1141. február 13. — 1146. február 13. (5 év)               | Régens                    | - Magyarország királynéja (1131–1141) | II. Géza    |
|                                                   | Belos bán                                                                            | 1141. február 13. — 1146. február 13. (5 év)               | Régens                    | - Horvát bán (1142-1158; 1163) - szerb nagyfejedelem (1162) | II. Géza    |
|                                                   |                                                                                      |                                                            |                           | |             |
|                                                   | ő királyi fensége Árpád-házi András herceg (1176–1235)                               | 1204. november 30. — 1205. május 7. (5 hónap, 7 nap)       | Régens                    | - Magyarország királya (1205–1235) - Horvátország királya (1205–1235) - Halics fejedelme (1188–1189)                                                                                       | III. László |
|                                                   |                                                                                      |                                                            |                           | |             |
|                                                   | ő királyi fensége Kun Erzsébet királyné (1240–1290)                                  | 1272. augusztus 6. — 1277. augusztus 5. (4 év, 364 nap)    | Régens                    | - Magyarország királynéja (1270–1272) | IV. László  |
|                                                   |                                                                                      |                                                            |                           | |             |
|                                                   | ő királyi fensége Kotromanić Erzsébet királyné (1339–1387)                           | 1382. szeptember 10. — 1385. december. 31. (3 év, 3 hónap) | Régens                    | - Magyarország királynéja (1353–1382) - Lengyelország királynéja (1353–1382) | Mária       |
|                                                   |                                                                                      |                                                            |                           | |             |
|                                                   | herceg Hunyadi János (1407–1456)                                                     | 1446. június 6. — 1453. január 30. (6 év, 238 nap)         | Régens                    | - Erdélyi vajda (1441–1446) - Magyarország főkapitánya (1453–1456) - Temesi ispán (1441–1456)                                                                                              | V. László   |
|                                                   | gróf Cillei Ulrik (1406–1456)                                                        | 1456. november 8. — 1456. november 9. (2 nap)              | Régens                    | - Magyarország főkapitánya (1456) - horvát, szlavón és dalmát bán | V. László   |
|                                                   |                                                                                      |                                                            |                           | |             |
|                                                   | gróf horogszegi Szilágyi Mihály (1400–1460)                                          | 1458. január 20. — 1458. augusztus (212 nap)               | Régens                    | - Erdélyi vajda (1460) - Macsói bán (1457–1458) - Temesi ispán - Nándorfehérvár főkapitánya                                                                                                | I. Mátyás   |
|                                                   |                                                                                      |                                                            |                           | |             |
|                                                   | ő királyi fensége Jagelló Izabella királyné (1519–1559)                              | 1540. szeptember 13. — 1571. március 14. (10 év, 310 nap)  | Régens                    | - Magyarország királynéja (1539–1540) - A keleti Magyar Királyság kormányzója (1540—1551)                                                                                                  | II. János   |
|                                                   |                                                                                      |                                                            |                           | |             |
|                                                   | Gritti Alajos (1480–1534)                                                            | 1530 — 1534. szeptember 29. (4 év)                         | Gubernátor                | - I. Szulejmán minisztere - Magyar királyi főtanácsos | I. János    |
|                                                   |                                                                                      |                                                            |                           | |             |
|                                                   | báró ampringeni János Gáspár (1619–1684)                                             | 1673. február 27. — 1679 (5 év, 10 hónap)                  | Gubernátor                | - Német Lovagrend nagymestere (1664–1684) - Szilézia kormányzója (1679–1684) | [ 4 ]       |
|                                                   |                                                                                      |                                                            |                           | |             |
|                                                   | udvardi és kossuthfalvi Kossuth Lajos (1802–1894)                                    | 1849. április 14. — 1849.augusztus 11. (119 nap)           | Kormányzó–elnök (államfő) | - Az Országos Honvédelmi Bizottmány elnöke (1848–1849) - A Magyar Királyság pénzügyminisztere (1848) - Az Ellenzéki Párt elnöke (1849)                                                     | [ 5 ]       |
|                                                   |                                                                                      |                                                            |                           | |             |
|                                                   | ő császári és királyi fensége Habsburg–Lotaringiai József Ágost főherceg (1872–1962) | 1918. október 26. — 1918. november 16. (22 nap)            | Királyi helytartó         | - A Kövess-hadseregcsoport parancsnoka (1918) - A Dél-Tiroli Hadseregcsoport parancsnoka (1918) - A Magyar Tudományos Akadémia elnöke (1936–1944) - A Honvéd Vezérkar tagja                | IV. Károly  |
| 1919. augusztus 7. — 1919. augusztus 23. (16 nap) | ő császári és királyi fensége Habsburg–Lotaringiai József Ágost főherceg (1872–1962) | Kormányzó (államfő)                                        | [ 6 ]                     | - A Kövess-hadseregcsoport parancsnoka (1918) - A Dél-Tiroli Hadseregcsoport parancsnoka (1918) - A Magyar Tudományos Akadémia elnöke (1936–1944) - A Honvéd Vezérkar tagja                |             |
|                                                   |                                                                                      |                                                            |                           | |             |
|                                                   | ő főméltósága vitéz nagybányai Horthy Miklós (1868–1957)                             | 1920. március 1. — 1944. október 16. (24 év, 229 nap)      | Régens (államfő)          | - Az osztrák–magyar hadiflotta parancsnoka (1918) - A Nemzeti Hadsereg főparancsnoka (1919–1920) - A szegedi kormányok honvédemi minisztere (1919) - A Vitézi Rend főkapitánya (1920–1956) | A trón üres |

## Statisztikák

### A leghosszabb ideig uralkodó magyar királyok
|         | Uralkodó         | Uralkodásának        | Uralkodásának        | Időtartam | Időtartam      |
| Kezdete | Uralkodó         | Vége                 | Nap                  | Év, nap   |                |
| ------- | ---------------- | -------------------- | -------------------- | --------- | -------------- |
| 1.      | I. Ferenc József | 1848. december 2.    | 1916. november 21.   | 24 825    | 67 év, 355 nap |
| 2.      | Zsigmond         | 1387. március 31.    | 1437. december 9.    | 18 515    | 50 év, 253 nap |
| 3.      | I. Lipót         | 1657. április 2.     | 1705. május 5.       | 17 564    | 48 év, 33 nap  |
| 4.      | I. Ferenc        | 1792. március 1.     | 1835. március 2.     | 15 705    | 43 év, 1 nap   |
| 5.      | I. Lajos         | 1342. július 16.     | 1382. szeptember 10. | 14 666    | 40 év, 56 nap  |
| 6.      | Mária Terézia    | 1740. október 20.    | 1780. november 29.   | 14 650    | 40 év, 40 nap  |
| 7.      | I. István        | 1000. december 25.   | 1038. augusztus 15.  | 13 747    | 37 év, 233 nap |
| 8.      | I. Ferdinánd     | 1526. december 17.   | 1564. július 25.     | 13 735    | 37 év, 221 nap |
| 9.      | IV. Béla         | 1235. szeptember 21. | 1270. május 3.       | 12 643    | 34 év, 232 nap |
| 10.     | I. Károly        | 1308. november 17.   | 1342. július 16.     | 12 294    | 33 év, 241 nap |

### A legrövidebb ideig uralkodó magyar királyok
|         | Uralkodó    | Uralkodásának      | Uralkodásának        | Időtartam |
| Kezdete | Uralkodó    | Vége               | Nap                  |           |
| ------- | ----------- | ------------------ | -------------------- | --------- |
| 1.      | II. Károly  | 1385. december 31. | 1386. február 24.    | 55        |
| 2.      | III. László | 1204. november 30. | 1205. május 7.       | 158       |
| 3.      | Ottó        | 1305. október 5.   | 1307. május          | kb. 599   |
| 4.      | Albert      | 1437. december 18. | 1439. október 27.    | 678       |
| 5.      | IV. Károly  | 1916. november 21. | 1918. november 13.   | 722       |
| 6.      | II. Lipót   | 1790. február 20.  | 1792. március 1.     | 740       |
| 7.      | V. István   | 1270. május 3.     | 1272. augusztus 6.   | 826       |
| 8.      | I. Béla     | 1060. december 6.  | 1063. szeptember 11. | 1 009     |
| 9.      | Sámuel      | 1041. szeptember   | 1044. július 5.      | kb. 1 029 |
| 10.     | I. Géza     | 1074. március 14.  | 1077. április 25.    | 1 138     |